# Onychogalea lunata
Onychogalea lunata là một loài động vật có vú trong họ Macropodidae, bộ Hai răng cửa. Loài này được Gould mô tả năm 1840.
Loài này sinh sống ở các vùng cây gỗ và cây bụi ở tây và trung bộ Úc. Nó có bộ lông mượt và như các loài khác trong chi, nó có cựa sừng ở mũi đuôi. Kích cỡ loài này bằng loài thỏ rừng, thân cao 15 inch.